# Багреванд
Багреванд (арм. Բագրևանդ) — гавар провинции Айрарат Великой Армении.

## География
Багреванд, будучи одним из самых крупных армянских гаваров, находился на юго-западе провинции Айрарат, но практически в центре Великой Армении. На северо-западе Багреванд граничил с гаваром Басеан, на севере − с Габехеанком, на северо-востоке − с Аршаруником и Чакатком, на востоке − с Коговитом, на юго-востоке − с Цахкотном и Агиовитом, на юге − с Апауником, на западе − с Тварацатапом, и, наконец, на крайнем западе была небольшая граница с гаваром Даснавурк. Естественной северной границей Багреванда являлся горный хребет Айкакан пар, а на юге Цахканские горы.
Через Багреванд протекали реки Арацани и Багреванд.
Среди значимых городов и селений Багреванда были Армана, Вагаршакерт (Алашкерт), Блур, Аравютк, Дзирав, Зарехаван, Хндзор.
В Багреванде находится Багаванский монастырь.